# ۳۶۳۴ ایوان
سیارک ۳۶۳۴ (به انگلیسی: 3634 Iwan، نامگذاری:1980FV) سه هزار و ششصد و سی و چهارمین سیارک کشف شده‌است که در ۱۶ مارس ۱۹۸۰ کشف شد.
قدر مطلق سیارک برابر ۱۳٫۷۰ است.